# Que Dios nos perdone
Pour plus de détails, voir Fiche technique et Distribution.
Que Dios nos perdone (littéralement « Que Dieu nous pardonne ») est un film espagnol réalisé par Rodrigo Sorogoyen, sorti en 2016.

## Synopsis
Été 2011. Alors que Madrid est le cœur du mouvement des Indignés et s'apprête à recevoir la visite de Benoît XVI à l'occasion des Journées mondiales de la jeunesse, deux inspecteurs de police traquent un tueur en série. Il s'attaque aux vieilles dames seules qu'il viole et tue sauvagement chez elles. Les deux inspecteurs sont très différents, Javier Alfaro est un homme violent et direct, et est impliqué dans plusieurs incidents avec ses collègues qui le mettent en difficulté avec ses supérieurs. Luis Velarde, au contraire, est un cérébral méticuleux qui, en plus, est bègue et peu à l'aise dans sa vie personnelle. 
La traque du criminel, qui profite de l'inertie des autorités et de leur volonté de ne pas polluer la visite du pape par une affaire sordide mettant en échec la police, va rapprocher les deux inspecteurs qui progressent lentement vers l'identification du tueur en série. Cependant le dénouement sera imprévu.

## Fiche technique
- Titre original : Que Dios nos perdone
- Réalisation : Rodrigo Sorogoyen
- Scénario : Isabel Peña et Rodrigo Sorogoyen
- Musique : Olivier Arson
- Photographie : Álex de Pablo
- Montage : Alberto del Campo et Fernando Franco
- Pays d'origine :  Espagne
- Langue originale : espagnol
- Genre : thriller
- Durée : 127 minutes
- Dates de sortie :
  - Espagne : 18 septembre 2016 (Festival de Saint-Sébastien) ; 28 octobre 2016 (sortie nationale)
  - France : 28 mars 2017 (Festival Les Reflets du cinéma ibérique et latino-américain de Villeurbanne) ; 9 août 2017 (sortie nationale)
- interdit aux moins de 12 ans avec avertissement

## Distribution
- Antonio de la Torre : inspecteur Luis Velarde
- Roberto Álamo : inspecteur Javier Alfaro
- Javier Pereira : Andrés Bosque
- Luis Zahera : Alonso
- José Luis García Pérez : Sancho
- Alfonso Bassave : Céspedes
- Raúl Prieto : Bermejo
- María de Nati : Elena
- María Ballesteros : Rosario
- Mónica López : Amparo
- Rocío Muñoz-Cobo : Juana

## Accueil

### Accueil critique
L'accueil critique est positif : le site Allociné recense une moyenne des critiques presse de 3,6/5. 
Pour Serge Kaganski des Inrockuptibles, « il se passe un petit truc en ce moment avec le cinéma de genre espagnol. Après La isla mínima, La Colère d'un homme patient et L'Homme aux mille visages, voilà un nouveau film noir fort en gueule, porté par une mise en scène énergique, des acteurs hyper bons et un ancrage puissant dans la réalité du pays. [...] Très vite, il apparaît que le cinéaste s’intéresse autant à la personnalité des deux policiers qu’à la traque : [...] les deux semblant incarner une version du machisme espagnol, mais aussi une société en plein chaos où les flics semblent devenir (presque) aussi tarés que les serial-killers. ».
Pour Jérémie Couston de Télérama, « Après avoir longtemps et volontairement dissimulé l'Histoire sous le formalisme, les films policiers n'hésitent plus à inscrire l'enquête criminelle dans le contexte politique et social du pays où elle se déroule.[...] Pendant que la jeunesse catholique communie dans l'allégresse et que la gauche espagnole se réinvente collectivement sur la Puerta del Sol, deux policiers enquêtent sur une série de viols suivis de meurtres, dont les victimes sont toutes des vieilles dames. L'opposition entre le sacré et le profane, entre la pureté et la corruption, vient contaminer les policiers eux-mêmes, en proie à des pulsions de violence qui les rapprochent de l'homme qu'ils traquent. [...] Après La isla mínima, qui mêlait, déjà, les codes du polar à la politique contemporaine, ce thriller vient confirmer l'excellente santé du cinéma de genre espagnol. ».
Pour Marcos Uzal de Libération, « Tout en jouant très bien son rôle de polar haletant, le film parvient ainsi à accomplir l'une des fonctions premières de ce genre littéraire et cinématographique : tendre un miroir à une société qu'il parcourt dans les marges, montrer sur quels rebuts refoulés elle se fonde. En l'occurrence, il s'agit de la société espagnole, assez justement restituée par la vivacité des dialogues, la truculence des acteurs (en particulier Roberto Álamo) et la présence de la ville. Une certaine idée de l'Espagne, en tout cas, patriarcale et catholique, est retournée comme une tortilla dans cette histoire de viols de grands-mères sur fond d’éducation religieuse mal digérée. Certes, le constat n'est pas nouveau - on se dit qu’il aurait été tout aussi pertinent, sinon plus, il y a vingt, trente ou quarante ans, mais peut-être s'agit-il justement de montrer que rien n'a vraiment changé. ».

### Box-office
- France : 200 071 entrées[5]

## Distinctions

### Récompenses
- Festival international du film de Saint-Sébastien 2016 : Prix du meilleur scénario
- Goyas 2017 : Goya du meilleur acteur pour Roberto Álamo
- Festival international du film policier de Beaune 2017 : Prix Sang Neuf

### Nominations
- Goyas 2017 : Goya du meilleur film, Goya du meilleur réalisateur (Rodrigo Sorogoyen), Goya du meilleur acteur dans un second rôle (Javier Pereira), Goya du meilleur scénario original (Isabel Peña et Rodrigo Sorogoyen) et Goya du meilleur montage (Alberto del Campo et Fernando Franco García)